# Dirka po Italiji 1976
Dirka po Italiji 1976 (italijansko Giro d'Italia 1976) je 59. izvedba dirke po Italiji, tritedenske moške cestne kolesarske etapne dirke. Začela se je 21. maja v Catanii in končala 12. junija v Milanu. Sodelovalo je 120 kolesarjev iz 12-ih ekip. Rožnato majico je tretjič osvojil Felice Gimondi (Bianchi–Campagnolo), drugo mesto Johan De Muynck (Brooklyn), tretje pa Fausto Bertoglio (Jollj Ceramica–Decor). Vijolično majico je osvojil Francesco Moser (Sanson), zeleno majico Andrés Oliva (Kas–Campagnolo), belo majico pa Alfio Vandi (Magniflex–Torpado).

## Ekipe
- Bianchi–Campagnolo
- Brooklyn
- Furzi–Vibor
- G.B.C.–TV Color–Sony
- Jollj Ceramica–Decor
- Kas–Campagnolo
- Magniflex–Torpado
- Molteni–Campagnolo
- Sanson
- Scic
- Teka
- Zonca–Santini

## Etape
| Etapa | Datum     | Štart/Cilj                      | Razdalja    | Tip         | Tip                  | Zmagovalec                |             |
| ----- | --------- | ------------------------------- | ----------- | ----------- | -------------------- | ------------------------- | ----------- |
| 1a    | 21. maj   | Catania – Catania               | 64 km       |             | ravninska etapa      | Patrick Sercu (BEL)       |             |
| 1b    | 21. maj   | Catania – Sirakuze              | 78 km       |             | ravninska etapa      | Patrick Sercu (BEL)       |             |
| 2     | 22. maj   | Sirakuze – Caltanissetta        | 210 km      |             | ravninska etapa      | Roger De Vlaeminck (BEL)  |             |
| 3     | 23. maj   | Caltanissetta – Palermo         | 163 km      |             | gorska etapa         | Rik Van Linden (BEL)      |             |
| 4     | 24. maj   | Cefalù – Messina                | 192 km      |             | gorska etapa         | Francesco Moser (ITA)     |             |
| 5     | 25. maj   | Reggio Calabria – Cosenza       | 220 km      |             | gorska etapa         | Roger De Vlaeminck (BEL)  |             |
| 6     | 26. maj   | Cosenza – Matera                | 207 km      |             | ravninska etapa      | Johan De Muynck (BEL)     |             |
| 7     | 27. maj   | Ostuni – Ostuni                 | 37 km       |             | posamični kronometer | Francesco Moser (ITA)     |             |
| 8     | 28. maj   | Selva di Fasano – Lago Laceno   | 256 km      |             | ravninska etapa      | Roger De Vlaeminck (BEL)  |             |
| 9     | 29. maj   | Bagnoli Irpino – Roccaraso      | 204 km      |             | gorska etapa         | Fabrizio Fabbri (ITA)     |             |
| 10    | 30. maj   | Roccaraso – Terni               | 203 km      |             | ravninska etapa      | Patrick Sercu (BEL)       |             |
| 11    | 31. maj   | Terni – Gabicce Mare            | 222 km      |             | ravninska etapa      | Antonio Menéndez (ESP)    |             |
| 12    | 1. junij  | Gabicce Mare – Porretta Terme   | 215 km      |             | gorska etapa         | Sigfrido Fontanelli (ITA) |             |
| 13    | 2. junij  | Porretta Terme – Il Ciocco      | 146 km      |             | gorska etapa         | Ronny De Witte (BEL)      |             |
| 14    | 3. junij  | Il Ciocco – Varazze             | 227 km      |             | gorska etapa         | Francesco Moser (ITA)     |             |
|       | 4. junij  | dan počitka                     | dan počitka | dan počitka | dan počitka          | dan počitka               | dan počitka |
| 15    | 5. junij  | Varazze – Ozegna                | 216 km      |             | gorska etapa         | Rik Van Linden (BEL)      |             |
| 16    | 6. junij  | Castellamonte – Arosio          | 258 km      |             | gorska etapa         | Roger De Vlaeminck (BEL)  |             |
| 17    | 7. junij  | Arosio – Verona                 | 196 km      |             | ravninska etapa      | Ercole Gualazzini (ITA)   |             |
| 18    | 8. junij  | Verona – Longarone              | 174 km      |             | ravninska etapa      | Simone Fraccaro (ITA)     |             |
| 19    | 9. junij  | Longarone – Vajolet Towers      | 132 km      |             | gorska etapa         | Andrés Gandarias (ESP)    |             |
| 20    | 10. junij | Vigo di Fassa – Terme di Comano | 170 km      |             | gorska etapa         | Luciano Conati (ITA)      |             |
| 21    | 11. junij | Terme di Comano – Bergamo       | 238 km      |             | gorska etapa         | Felice Gimondi (ITA)      |             |
| 22a   | 12. junij | Arcore – Arcore                 | 28 km       |             | posamični kronometer | Joseph Bruyère (BEL)      |             |
| 22b   | 12. junij | Milano – Milano                 | 106 km      |             | ravninska etapa      | Daniele Tinchella (ITA)   |             |
|       | Skupaj    | Skupaj                          | 4161 km     | 4161 km     | 4161 km              | 4161 km                   | 4161 km     |

## Razvrstitev po klasifikacijah
| Etapa  | Zmagovalec          | Rožnata majica ·   | Vijolična majica · | Zelena majica · | Bela majica · | Ekipno   |
| ------ | ------------------- | ------------------ | ------------------ | --------------- | ------------- | -------- |
| 1a     | Patrick Sercu       | Patrick Sercu      | brez               | brez            | ?             | brez     |
| 1b     | Patrick Sercu       | Patrick Sercu      | Patrick Sercu      | brez            | ?             | Brooklyn |
| 2      | Roger De Vlaeminck  | Roger De Vlaeminck | Patrick Sercu      | brez            | ?             | Brooklyn |
| 3      | Rik Van Linden      | Patrick Sercu      | Patrick Sercu      | Eddy Merckx     | ?             | Brooklyn |
| 4      | Francesco Moser     | Roger De Vlaeminck | Roger De Vlaeminck | Eddy Merckx     | ?             | Brooklyn |
| 5      | Roger De Vlaeminck  | Roger De Vlaeminck | Roger De Vlaeminck | Eddy Merckx     | ?             | Brooklyn |
| 6      | Johan De Muynck     | Johan De Muynck    | Roger De Vlaeminck | Eddy Merckx     | ?             | Brooklyn |
| 7      | Francesco Moser     | Francesco Moser    | Roger De Vlaeminck | Eddy Merckx     | ?             | Brooklyn |
| 8      | Roger De Vlaeminck  | Felice Gimondi     | Roger De Vlaeminck | Eddy Merckx     | ?             | Brooklyn |
| 9      | Fabrizio Fabbri     | Felice Gimondi     | Roger De Vlaeminck | Fabrizio Fabbri | ?             | Brooklyn |
| 10     | Patrick Sercu       | Felice Gimondi     | Roger De Vlaeminck | Fabrizio Fabbri | ?             | Brooklyn |
| 11     | Antonio Menéndez    | Felice Gimondi     | Roger De Vlaeminck | Fabrizio Fabbri | ?             | Brooklyn |
| 12     | Sigfrido Fontanelli | Felice Gimondi     | Roger De Vlaeminck | Fabrizio Fabbri | ?             | Brooklyn |
| 13     | Ronny De Witte      | Felice Gimondi     | Roger De Vlaeminck | Fabrizio Fabbri | ?             | Brooklyn |
| 14     | Francesco Moser     | Felice Gimondi     | Roger De Vlaeminck | Andrés Oliva    | ?             | Brooklyn |
| 15     | Rik Van Linden      | Felice Gimondi     | Roger De Vlaeminck | Andrés Oliva    | ?             | Brooklyn |
| 16     | Roger De Vlaeminck  | Felice Gimondi     | Roger De Vlaeminck | Andrés Oliva    | ?             | Brooklyn |
| 17     | Ercole Gualazzini   | Felice Gimondi     | Roger De Vlaeminck | Andrés Oliva    | ?             | Brooklyn |
| 18     | Simone Fraccaro     | Felice Gimondi     | Roger De Vlaeminck | Andrés Oliva    | ?             | Brooklyn |
| 19     | Andrés Gandarias    | Johan De Muynck    | Roger De Vlaeminck | Andrés Oliva    | Alfio Vandi   | Brooklyn |
| 20     | Luciano Conati      | Johan De Muynck    | Francesco Moser    | Andrés Oliva    | Alfio Vandi   | Brooklyn |
| 21     | Felice Gimondi      | Johan De Muynck    | Francesco Moser    | Andrés Oliva    | Alfio Vandi   | Brooklyn |
| 22a    | Joseph Bruyère      | Felice Gimondi     | Francesco Moser    | Andrés Oliva    | Alfio Vandi   | Brooklyn |
| 22b    | Daniele Tinchella   | Felice Gimondi     | Francesco Moser    | Andrés Oliva    | Alfio Vandi   | Brooklyn |
| Skupaj | Skupaj              | Felice Gimondi     | Francesco Moser    | Andrés Oliva    | Alfio Vandi   | Brooklyn |

## Končna razvrstitev
| Legenda | Legenda                                    | Legenda | Legenda                                   |
| ------- | ------------------------------------------ | ------- | ----------------------------------------- |
|         | Predstavlja vodilnega v skupnem seštevku   |         | Predstavlja vodilnega po točkah           |
|         | Predstavlja vodilnega v gorski razvrstitvi |         | Predstavlja najboljšega mladega kolesarja |

### Rožnata majica
| Poz. | Kolesar                        | Ekipa                | Čas           |
| ---- | ------------------------------ | -------------------- | ------------- |
| 1    | Felice Gimondi (ITA)           | Bianchi–Campagnolo   | 119 h 58' 16" |
| 2    | Johan de Muynck (BEL)          | Brooklyn             | + 19"         |
| 3    | Fausto Bertoglio (ITA)         | Jollj Ceramica–Decor | + 49"         |
| 4    | Francesco Moser (ITA)          | Sanson               | + 1' 07"      |
| 5    | Gianbattista Baronchelli (ITA) | Scic                 | + 1' 35"      |
| 6    | Wladimiro Panizza (ITA)        | Scic                 | + 2' 35"      |
| 7    | Alfio Vandi (ITA)              | Magniflex–Torpado    | + 4' 07"      |
| 8    | Eddy Merckx (BEL)              | Molteni–Campagnolo   | + 7' 40"      |
| 9    | Walter Riccomi (ITA)           | Scic                 | + 8' 49"      |
| 10   | Juan Pujol Pagés (ESP)         | Kas–Campagnolo       | + 8' 50"      |

### Vijolična majica
| Poz. | Kolesar               | Ekipa                | Točke |
| ---- | --------------------- | -------------------- | ----- |
| 1    | Francesco Moser (ITA) | Sanson               | 272   |
| 2    | Eddy Merckx (BEL)     | Molteni–Campagnolo   | 149   |
| 3    | Felice Gimondi (ITA)  | Bianchi–Campagnolo   | 143   |
| 4    | Pierino Gavazzi (ITA) | Jollj Ceramica–Decor | 122   |
| 5    | Enrico Paolini (ITA)  | Scic                 | 110   |

### Zelena majica
| Poz. | Kolesar                 | Ekipa              | Točke |
| ---- | ----------------------- | ------------------ | ----- |
| 1    | Andrés Oliva (ESP)      | Zonca–Santini      | 535   |
| 2    | Andrés Gandarias (ESP)  | Teka               | 390   |
| 3    | Francesco Moser (ITA)   | Sanson             | 270   |
| 4    | Fabrizio Fabbri (ITA)   | Bianchi–Campagnolo | 210   |
| 5    | Wladimiro Panizza (ITA) | Scic               | 195   |

### Bela majica
| Poz. | Kolesar                | Ekipa             | Čas          |
| ---- | ---------------------- | ----------------- | ------------ |
| 1    | Alfio Vandi (ITA)      | Magniflex–Torpado | 120h 02' 22" |
| 2    | Juan Pujol Pagés (ESP) | Kas–Campagnolo    | + 4' 43"     |
| 3    | Ruggero Gialdini (ITA) | Magniflex–Torpado | + 32' 32"    |

### Kombinacija
| Poz. | Kolesar                 | Ekipa              | Točke |
| ---- | ----------------------- | ------------------ | ----- |
| 1    | Francesco Moser (ITA)   | Sanson             | 12    |
| 2    | Eddy Merckx (BEL)       | Molteni–Campagnolo | 31    |
| 3    | Arnaldo Caverzasi (ITA) | Scic               | 52    |

### Campionato delle Regioni
| Poz. | Kolesar                     | Ekipa              | Točke |
| ---- | --------------------------- | ------------------ | ----- |
| 1    | Giacinto Santambrogio (ITA) | Bianchi–Campagnolo | 35    |
| 2    | Arnaldo Caverzasi (ITA)     | Scic               | 33    |
| 3    | Frans van Looy (BEL)        | Molteni–Campagnolo | 28    |

### Premio 131 Fiat
| Poz. | Kolesar                     | Ekipa              | Točke |
| ---- | --------------------------- | ------------------ | ----- |
| 1    | Tullio Rossi (ITA)          | Furzi–Vibor        | 39    |
| 2    | Fabrizio Fabbri (ITA)       | Bianchi–Campagnolo | 23    |
| 3    | Giacinto Santambrogio (ITA) | Bianchi–Campagnolo | 12    |

### Ekipna razvrstitev
| Poz. | Ekipa              | Točke |
| ---- | ------------------ | ----- |
| 1    | Brooklyn           | 11035 |
| 2    | Bianchi–Campagnolo | 7315  |
| 3    | Sanson             | 5915  |